# Jacqueline Dumonceau
Jacqueline Dumonceau, née dans le 8e arrondissement de Paris le 4 décembre 1920 et morte à Buenos Aires le 4 août 2001, est une actrice française.

## Filmographie
- 1937 : La Pocharde de Jean Kemm et Jean-Louis Bouquet : Louise Lamarche
- 1937 : Claudine à l'école de Serge de Poligny : une des sœurs Jaubert
- 1940 : Les Surprises de la radio de Marcel Aboulker : Jacqueline
- 1947 : Le Chanteur inconnu de André Cayatte : la journaliste